# فلورین (لوئیزیانا)
فلورین (به انگلیسی: Florien) شهری در ایالت لوئیزیانا کشور ایالات متحده آمریکا است که جمعیت آن در سرشماری سال ۲۰۱۰ میلادی، ۶۳۳ نفر بوده‌است.